# Kuressaare haigla

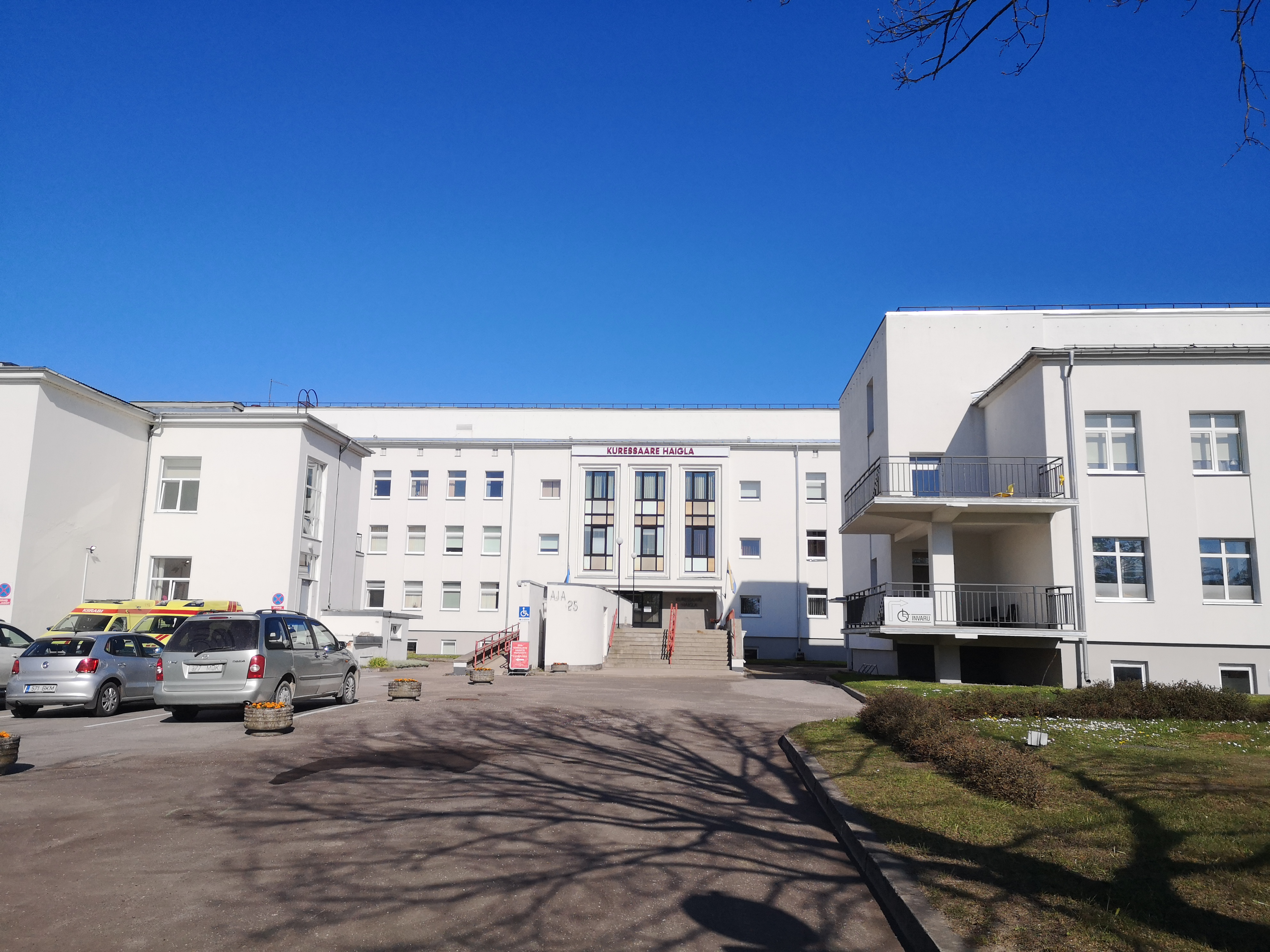
Kuressaare haigla (2020)

Kuressaare haigla (zu deutsch Krankenhaus Arensburg) ist ein Krankenhaus in Kuressaare (deutsch Arensburg) im Kreis Saare auf der größten estnischen Insel Saaremaa. Das erste Krankenhaus in Kuressaare wurde 1804 eröffnet und gilt als Beginn des Kuressaare-Krankenhauses.

## Jährliche Preisverleihung
| Langzeitarbeit im Feld Gesundheit | Dr Jermolai Rodionov |
| Arzt des Jahres                   | Dr. Tiit Leis        |
| Pflegepersonal des Jahres         | Kristel Nuut         |
| Medizinische Fachkraft des Jahres | Maive Aksalu         |
| Spezialist des Jahres             | Heino Tulk           |

Jährlich verleiht das Krankenhaus einen Preis an Personal in den Kategorien Langzeitarbeit im Gebiet Gesundheit, Arzt des Jahres, Pflegepersonal des Jahres, medizinische Fachkraft des Jahres und Spezialist des Jahres.